# ТЕЦ BIP 1, 2
13°58′28″ пн. ш. 100°33′54″ сх. д. / 13.97444° пн. ш. 100.56500° сх. д.
ТЕЦ BIP 1, 2 — теплоелектроцентраль, яка споруджена дещо північніше від тайської столиці Бангкоку в індустріальній зоні Бангкаді (Bangkadi Industrial Park, BIP).
В 2015—2016 на майданчику станції стали до ладу два парогазові блоки комбінованого циклу потужністю по 115 МВт, у кожному з яких дві газові турбіни живлять через відповідну кількість котлів-утилізаторів одну парову турбіну. Також кожен блок постачає підприємствам індустріальної зони технологічну пару в обсягах 15 тонн на годину.
Як паливо станція використовує природний газ. Індустріальна зона Бангкаді знаходиться поблизу газового хабу Вангной, ресурс до якого надходить через трубопроводи Бангпаконг – Вангной та Каенгкой — Вангной.
Головним учасником проекту із часткою у 74 % є тайський конгломерат B.Grimm Group, що діє через B.Grimm Power Public Company Limited.